# Hrvati u Kostarici
Hrvati u Kostarici  (špa. Inmigración croata en Costa Rica) su malobrojna hrvatska iseljenička zajednica u Kostarici. S doseljavanjem u Kostariku se započinje još u vrijeme Austro-Ugarske za doba nepovoljnih gospodarskih okolnosti 1873. – 1895. godine. Žive diljem Kostarike, u svim pokrajinama.
Dali su nekoliko poznatih osoba: predsjednika Francisca Orlicha Bolmarcicha i poduzetnika Franju Orlića Ladića. Ta je obitelj nazočna na Kostarici već pet naraštaja. Dala je brojne zastupnike, liječnike, odvjetnike, profesore, impresarije i dr.
Legenda kostaričkog nogometa je José Rafael "Fello" Meza Ivankovich koji je igrao '30-ih, '40-tih i '50-ih koji je igrao za C. S. Cartaginés. Danas se po njemu zove stadion u Cartagu.
Iz znanstvene zajednice, valja spomenuti liječnicu Gabrielu Ivankovich-Escoto te znanstvenicu koja djeluje pri OAS-u Carmen Ivankovich Guillén s Universidad de Costa Rica.(specijalistica za metode fokusnih skupina koje se koristi u analizi ponašanja u marketingu proizvoda) Još jedno poznato ime među Hrvatima u Kostarici koje se spominje je Pasko Hilje Vulesa.
2012. godine održan je prvi susret kostarikanskih Hrvata.

## Zanimljivosti
- Kostarikanski arhitekt Federico Escalante dizajnirao je vilu Casa Croácia koja se nalazi u planinskom području San Rafael de Heredia, 40 km od glavnog grada San Joséa.[11]

## Poveznice
- Dodatak:Popis poznatih kostarikanskih Hrvata